# Cantone di Rioz
Il Cantone di Rioz è una divisione amministrativa dell'arrondissement di Vesoul.
A seguito della riforma approvata con decreto del 17 febbraio 2014, che ha avuto attuazione dopo le elezioni dipartimentali del 2015, è passato da 27 a 52 comuni.

## Composizione
I 27 comuni facenti parte prima della riforma del 2014 erano:
- Aulx-lès-Cromary
- Boulot
- Boult
- Bussières
- Buthiers
- Chambornay-lès-Bellevaux
- Chaux-la-Lotière
- Cirey
- Cordonnet
- Cromary
- Fondremand
- Hyet
- Maizières
- La Malachère
- Montarlot-lès-Rioz
- Neuvelle-lès-Cromary
- Pennesières
- Perrouse
- Quenoche
- Recologne-lès-Rioz
- Rioz
- Sorans-lès-Breurey
- Traitiéfontaine
- Trésilley
- Vandelans
- Villers-Bouton
- Voray-sur-l'Ognon

Dal 2015 i comuni appartenenti al cantone sono i seguenti 52:
- Aulx-lès-Cromary
- Authoison
- La Barre
- Beaumotte-Aubertans
- Besnans
- Bouhans-lès-Montbozon
- Boulot
- Boult
- Bussières
- Buthiers
- Cenans
- Chambornay-lès-Bellevaux
- Chassey-lès-Montbozon
- Chaux-la-Lotière
- Cirey
- Cognières
- Cordonnet
- Cromary
- Dampierre-sur-Linotte
- Échenoz-le-Sec
- Filain
- Fondremand
- Fontenois-lès-Montbozon
- Hyet
- Larians-et-Munans
- Loulans-Verchamp
- Le Magnoray
- Maizières
- La Malachère
- Maussans
- Montarlot-lès-Rioz
- Montbozon
- Neuvelle-lès-Cromary
- Ormenans
- Pennesières
- Perrouse
- Quenoche
- Recologne-lès-Rioz
- Rioz
- Roche-sur-Linotte-et-Sorans-les-Cordiers
- Ruhans
- Sorans-lès-Breurey
- Thieffrans
- Thiénans
- Traitiéfontaine
- Trésilley
- Vandelans
- Vellefaux
- Villers-Bouton
- Villers-Pater
- Voray-sur-l'Ognon
- Vy-lès-Filain